# Antioco di Siracusa
Antioco di Siracusa (in greco antico: Ἀντίοχος ὁ Συρακούσιος?, Antíochos ho Syrakoúsios; Siracusa, 460 a.C. circa – ...) è stato uno storico siceliota.

## Biografia
Figlio di Senofane, è stato il primo storico della Sicilia greca, e secondo diversi storici fu anche il primo storico dell'Occidente greco. Scrisse in dialetto ionico.
Gli si attribuiscono le prime opere che raccontano le vicende fondative e leggendarie della Sicilia e dell'Italia, a noi note unicamente in quanto citate da autori posteriori. È opinione diffusa e accettata il considerare che lo storico ateniese Tucidide, nello scrivere le più antiche notizie relative alle fondazioni della Sicilia nella sua Guerra del Peloponneso, abbia attinto alle opere di Antioco

## Opere

### Sull'Italia
(Dion. Hal., Antichità romane, I, 12, 3.)
In questa sua opera, lo scrittore siracusano analizza essenzialmente la parte più meridionale della penisola, parlando delle prime popolazioni che l'abitarono e delle colonie che i Greci vi fondarono. Narra la storia della Magna Grecia fino alla fondazione della colonia di Eraclea (434 a.C.). Interessante notare che Antioco collega nella sua opera la figura di Siculo, il condottiero del popolo dei Siculi (che egli fa risalire agli antichi Enotri), a Roma, asserendo che Siculo fosse un romano, poiché Roma stessa in principio era popolata da Siculi. La sua narrazione ha fatto nascere tra gli studiosi moderni il termine di "terza Roma", la più antica, dando così adito a tutta una serie di possibili implicazioni geografiche e politiche antiche che sono oggetto di grande interesse per gli storici.
Sulla colonizzazione Antioco si soffermava ampiamente, fornendo dati che ancora oggi sono ritenuti fondamentali per lo studio di questo fenomeno. Frequenti riferimenti all'opera di Antioco si trovano anche in Strabone e Dionigi di Alicarnasso.
Si è anche supposto che la sua opera di scrittura fosse stata messa a servizio propagandistico della Siracusa pre-dionisiana comandata da Ermocrate, o addirittura che fosse contemporaneo del tiranno siracusano Dionisio I, per cui nei suoi testi, a seconda dei due periodi, andrebbe ravvisata la volontà dell'antica Siracusa o di estromettere del tutto l'elemento ellenico dalle origini dell'Italia, e quindi della Sicilia, nel tempo in cui la greca Atene voleva prendere il posto egemonico di Siracusa negli affari della penisola, oppure, nel secondo periodo preso in considerazione, Antioco avrebbe potuto favorire con la sua opera la conquista culturale, oltre che militare, dei Siracusani all'interno della Magna Grecia.

### Sulla Sicilia
La sua seconda opera narrava la storia della Sicilia: da Cocalo, re dei Sicani, al congresso di Gela avvenuto nel 424 a.C. L'opera venne divisa in 9 libri, e si sostiene che tale divisione venne fatta da autori postumi.